# Telegrafní rovnice
Telegrafní rovnice je speciální tvar vlnové rovnice, obsahující člen s parciální derivací prvního řádu podle času.
Rovnice je často využívaná v teorii elektromagnetického pole pro popis elektromagnetických vln - odtud plyne i její název. Mimo oblast zdrojů pole má totiž rovnice pro intenzitu elektrického pole {\displaystyle {\vec {E}}} v lineárním, homogenním, stacionárním a izotropním prostředí právě tvar telegrafní rovnice:
{\displaystyle \Delta {\vec {E}}-\mu \varepsilon {\frac {\partial ^{2}{\vec {E}}}{\partial t^{2}}}-\mu \sigma {\frac {\partial {\vec {E}}}{\partial t}}=0}
kde {\displaystyle \Delta \,} je Laplaceův operátor, {\displaystyle \varepsilon ,\,\mu ,\,\sigma ,\,} jsou permitivita, permeabilita a konduktivita prostředí.
Naprosto stejný tvar má v takovém prostředí i rovnice pro další veličiny popisující elektromagnetické pole - pro elektrickou indukci, magnetickou indukci i intenzitu magnetického pole, elektrickou polarizaci, magnetickou polarizaci, magnetizaci a také rovnice pro hustotu elektrického proudu.